# Sarah Moore
Sarah Moore (Harrogate, North Yorkshire, 22 de outubro de 1993) é uma piloto profissional de automóveis britânica.
Moore venceu o Campeonato Ginetta Junior de 2009. Ela foi a primeira mulher a vencer uma corrida sancionada pela TOCA package e a primeira a vencer um campeonato misto no Reino Unido. Moore recebeu o prêmio Estrela em Ascensão do British Racing Drivers' Club (pt: Clube de Pilotos Britânicos). Em 2018 ela se tornou a primeira mulher a vencer o Britcar Endurance Championship.
Moore é lésbica e está noiva de Carlajane Metcalfe. Ela é a Driver Ambassador for Racing Pride, uma instituição de caridade LGBT que trabalha na indústria do automobilismo para promover a inclusão em todo o esporte e entre seus parceiros tecnológicos e comerciais.